# Deifontes (mitologia)
Segons la mitologia grega, Deifontes (en grec antic Δηιφόντης), va ser un heroi, fill d'Antímac, i descendent d'Hèracles.
Es casà amb Hirneto, filla del rei d'Argos, Temen, un altre heràclida. Quan els heràclides es van apoderar del Peloponès, Temen va obtenir la ciutat d'Argos i va fer venir Deifontes per a associar-lo al seu govern. Els fills de Temen van tenir por de ser desheretats pel seu pare per part del seu cunyat, i van decidir, a excepció del germà més jove, matar el seu pare. Quan Temen es banyava en un riu el van atacar i el van ferir greument. Quan es va donar el senyal d'alarma els fills van fugir, però Temen, greument ferit, va tenir temps de deixar el seu regne a Deifontes i explicar el crim dels seus fills. Aquests va ser desterrats, però van aconseguir, amb ajudes externes, tornar i reconquerir el territori. Deifontes, amb la seva dona i el seu cunyat Agreu, el més jove dels fills de Temen, que no l'hi havia estat hostil, van marxar de l'Argòlida i s'establiren a Epidaure, on el rei Pitireu, descendent d'Ió, li va cedir voluntàriament el tron.
Quan Deifontes ja era rei d'Epidaure, Cèrines i Falces, dos cunyats seus, van raptar la seva dona fent-la sortir fora de les fortificacions i se la van endur amb el seu carro. Deifontes els va perseguir i va matar Cèrines amb la seva llança, però Falces va matar Hirneto i va fugir. Deifontes va enterrar el cos de la seva dona en aquell indret, sota d'uns olivers, li va retre honors divins i li va construir un heròon.